# Ulrepforte

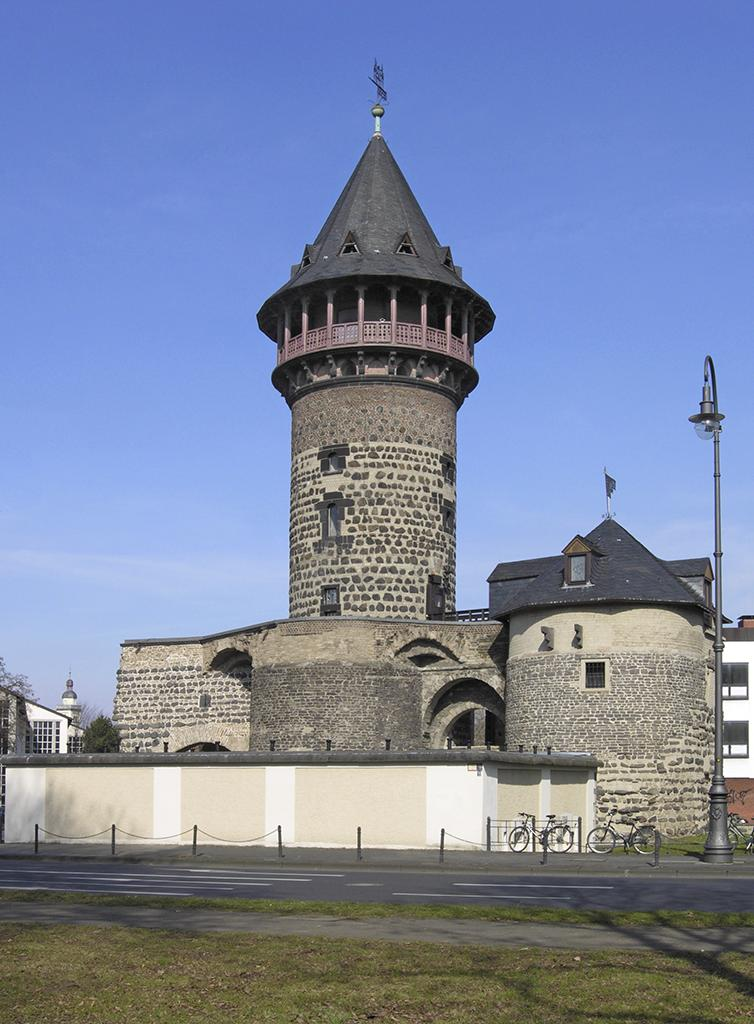
Kölner Ulrepforte, vorne hell die Caponniere, dahinter die beiden Halbtürme, dazwischen der Bogen des ursprünglichen Tores und der Mühlenturm

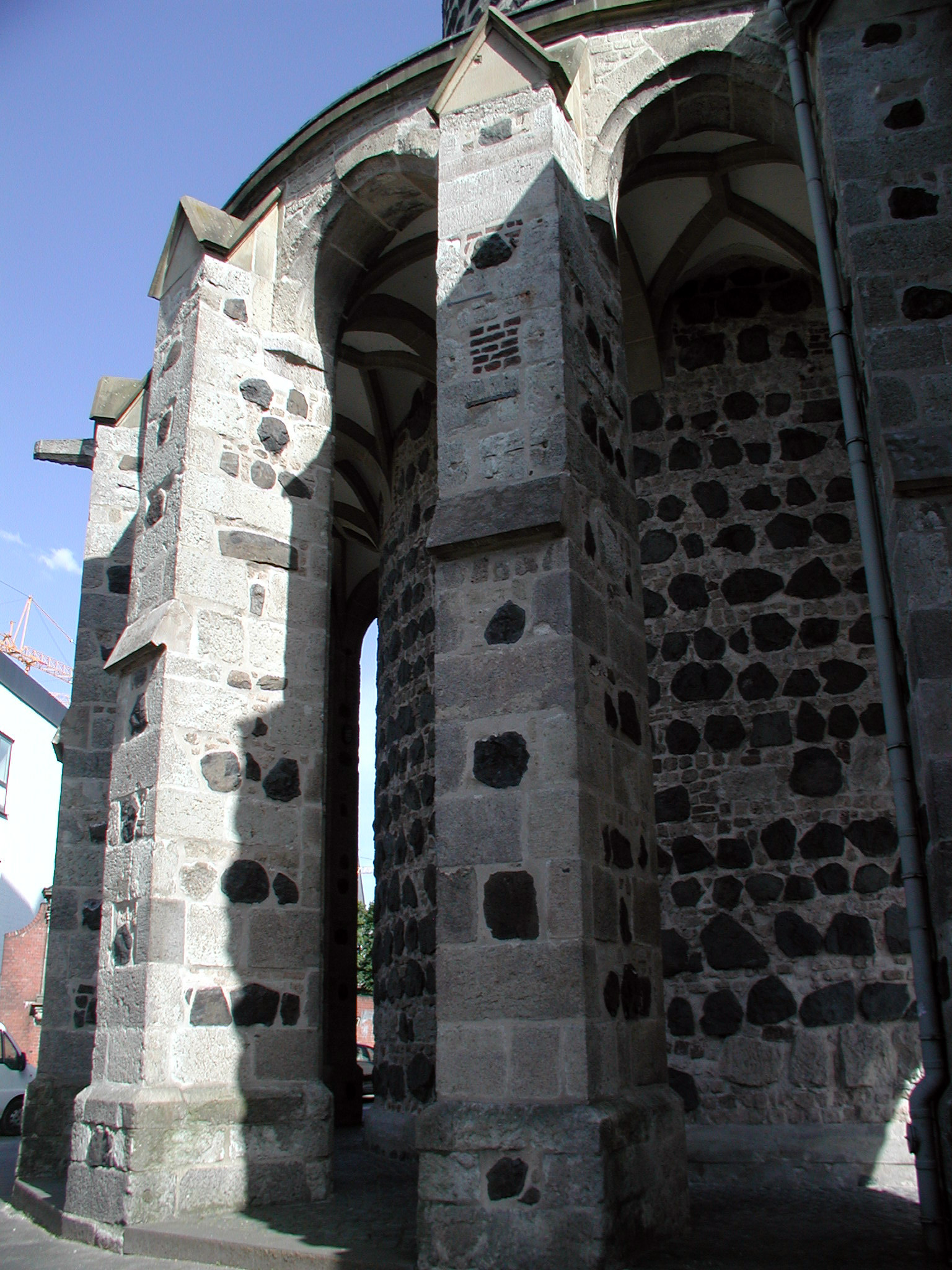
Pfeiler des Mühlenumgangs

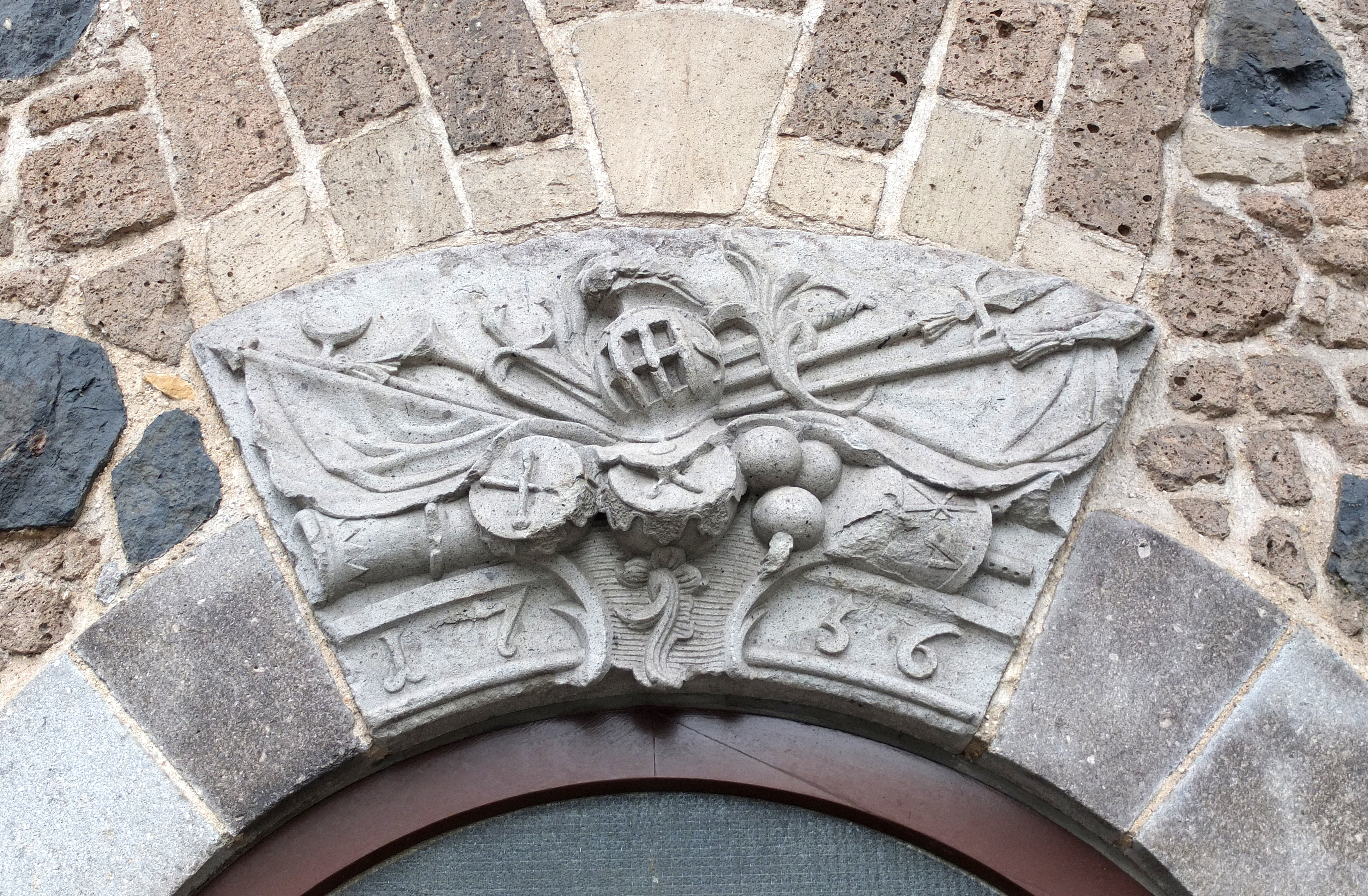
Schlussstein (1756) über dem Haupteingang

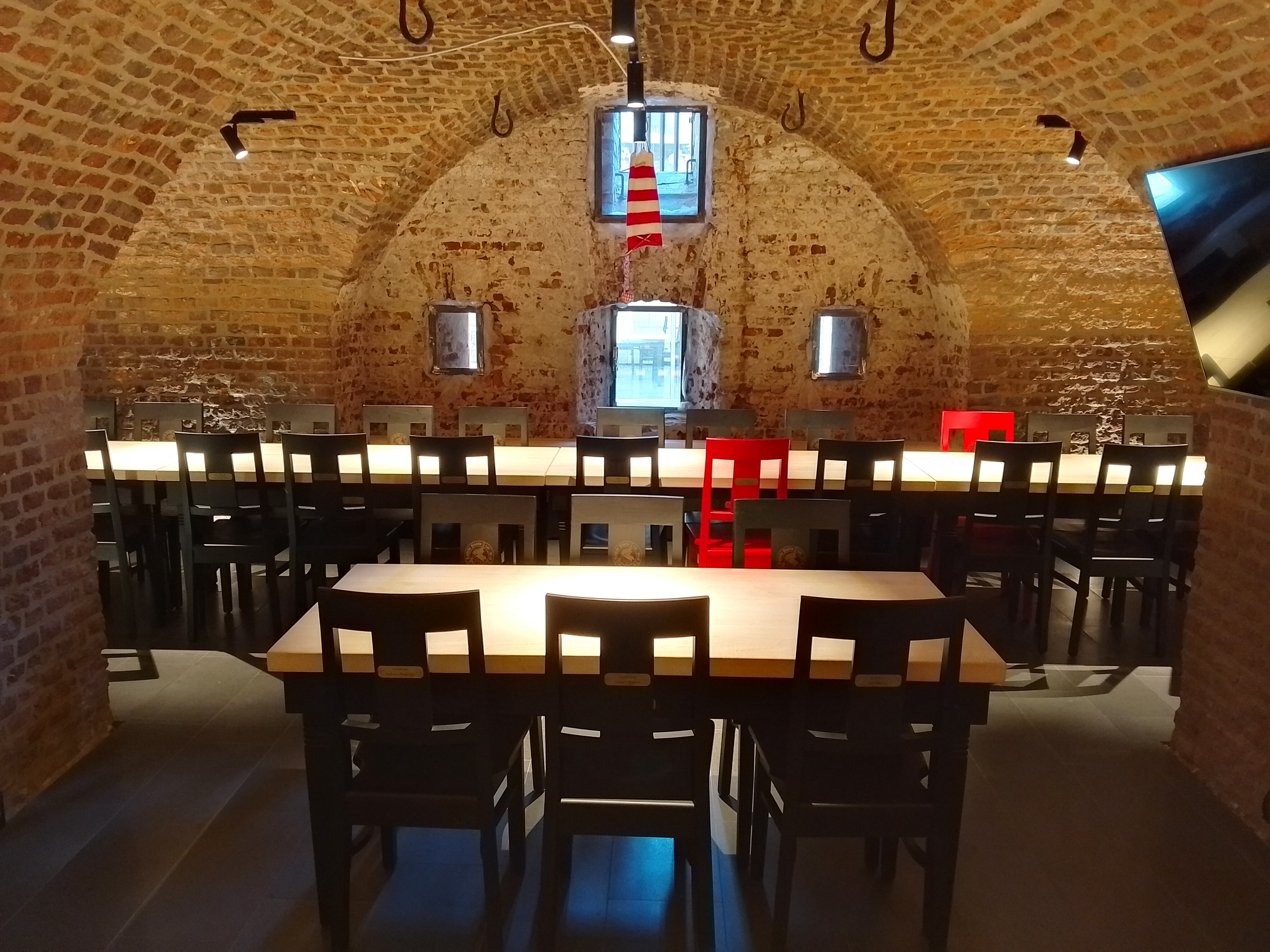
Versammlungsraum der Roten Funken in der Caponniere

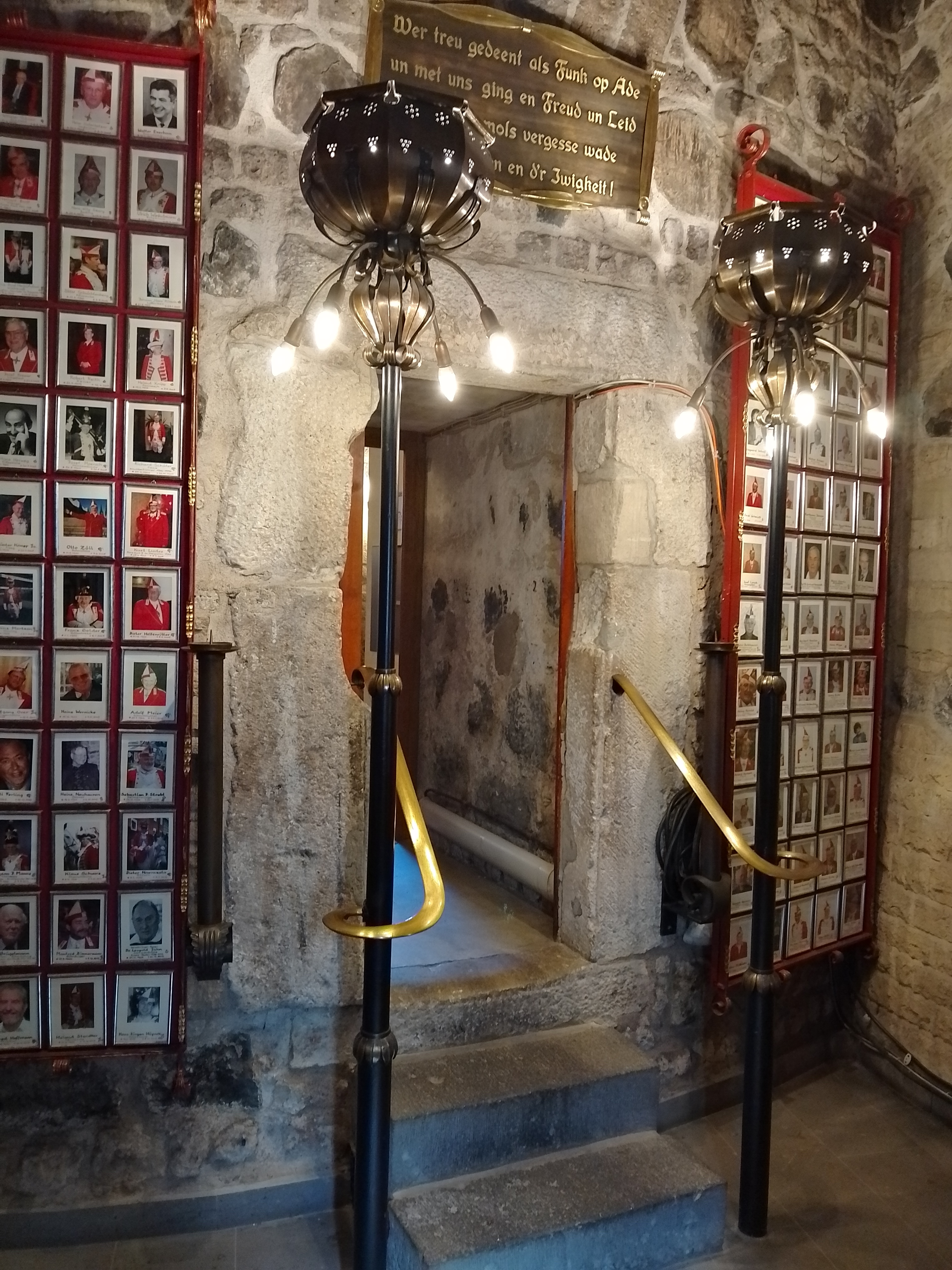
Aufgang in den Mühlenturm

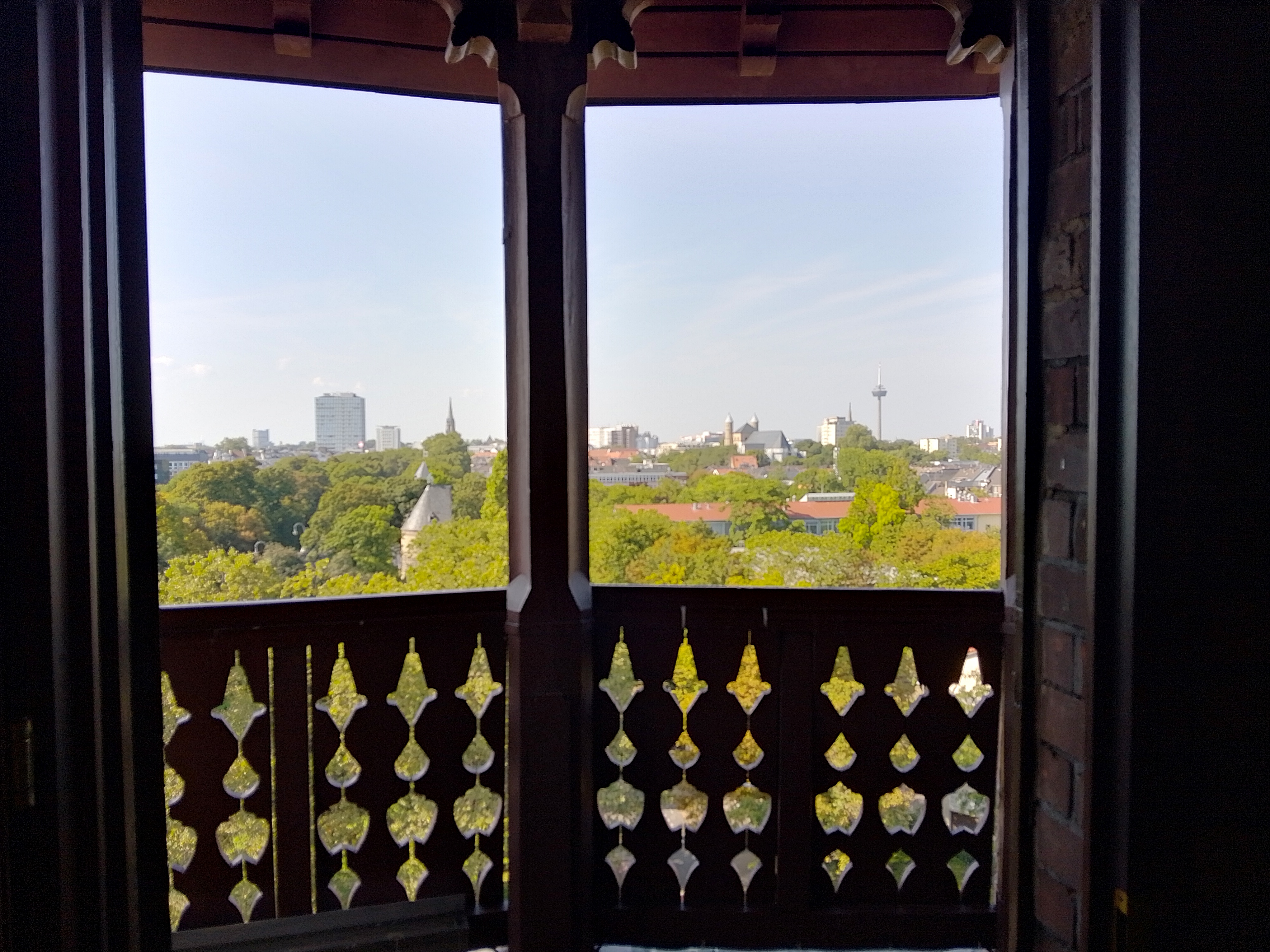
Blick vom Rundgang des Mühlenturms Richtung St. Pantaleon (rechte Bildmitte)

Die Ulrepforte (Kölsch Ülepooz) wurde im frühen 13. Jahrhundert als Teil der mittelalterlichen Stadtmauer von Köln errichtet. Sie wird urkundlich das erste Mal 1245 erwähnt. Die Ulrepforte ist mit starken baulichen Veränderungen erhalten. Vor ihr führt die Straße Sachsenring als Teil der Kölner Ringe vorbei.
Die Ulrepforte war mit vier Metern Weite das kleinste der landseitigen Stadttore. Da sich feldseitig keine Landstraße anschloss, wird das Tor vermutlich keine Bedeutung für den Verkehr gehabt haben.
Heute ist die Ulrepforte als Straßenbahnhaltestelle der Linien 15 und 16 bekannt.

## Benennung
Der Name geht auf die hier im Mittelalter tätigen „Ulner“ (auch Üler, Euler = Töpfer) zurück, die ihr Handwerk wegen der Brandgefahr in unbewohnteren Gegenden ausüben mussten. Dieser Bereich war bis Anfang des 19. Jahrhunderts gärtnerisch oder bäuerlich genutzt.

## Baugeschichte
Erste Erdarbeiten (Gräben, Wälle) für die halbkreisförmig um die Stadt geplante Stadtbefestigung begannen ab 1179, und am 27. Juli 1180 erteilt hierzu der Kölner Erzbischof Philipp von Heinsberg die Erlaubnis. Ab 1200 wird die Mauer, zwischen 1220 und 1250 werden die 16 Tore errichtet. Dem späteren Landeskonservator Udo Mainzer zufolge war die Ulrepforte als eines der ersten Tore etwa um 1230 fertiggestellt. Im Jahre 1245 wird erstmals ein Stadttor an dieser Stelle im Schreinsbuch der Pfarrei St. Severin erwähnt.
Die Ulrepforte war als Doppelturmtor mit einem mehrgeschossigen Mittelbau mit Durchfahrt ausgeführt. In den Berichten über die Versöhnung von Erzbischof Engelbert von Falkenburg und der Stadt Köln im Jahre 1271 wird dieses Stadttor erstmals als Ulrepforte bezeichnet. Das Tor war von zwei halbkreisförmigen und stadtseitig offenen Halbtürmen flankiert. Die Halbtürme dienten sowohl der Stabilisierung der Mauer als auch militärischen Zwecken. Sie ermöglichten den Verteidigern, aus einer vor der Stadtmauer liegenden, geschützten Position parallel zu derselben zu schießen. Das Ulretor war etwa 4 Meter breit und hatte somit den schmalsten Durchgang aller kölnischen Stadttore. Um 1450 wurde das Tor zugemauert sowie die beiden Tore und der Turm zur „Kartäuser Windmühle“ umgebaut. Dazu wurde – erstmals 1446 erwähnt – ein 23,50 Meter hoher Mühlenturm stadtseitig an den nördlichen Halbturm dran- und draufgesetzt. Der umgebende Mühlengang wird ähnlich wie bei der Gereonsmühle von acht Kreuzgewölben getragen. Dies erforderte auf der Feldseite eine noch heute gut erkennbare Erhöhung der Mauer um einen Meter.
Dem Tor wurde – wahrscheinlich im 15. Jahrhundert – eine zweigeschossige rechteckige Caponniere im Graben vorgesetzt.

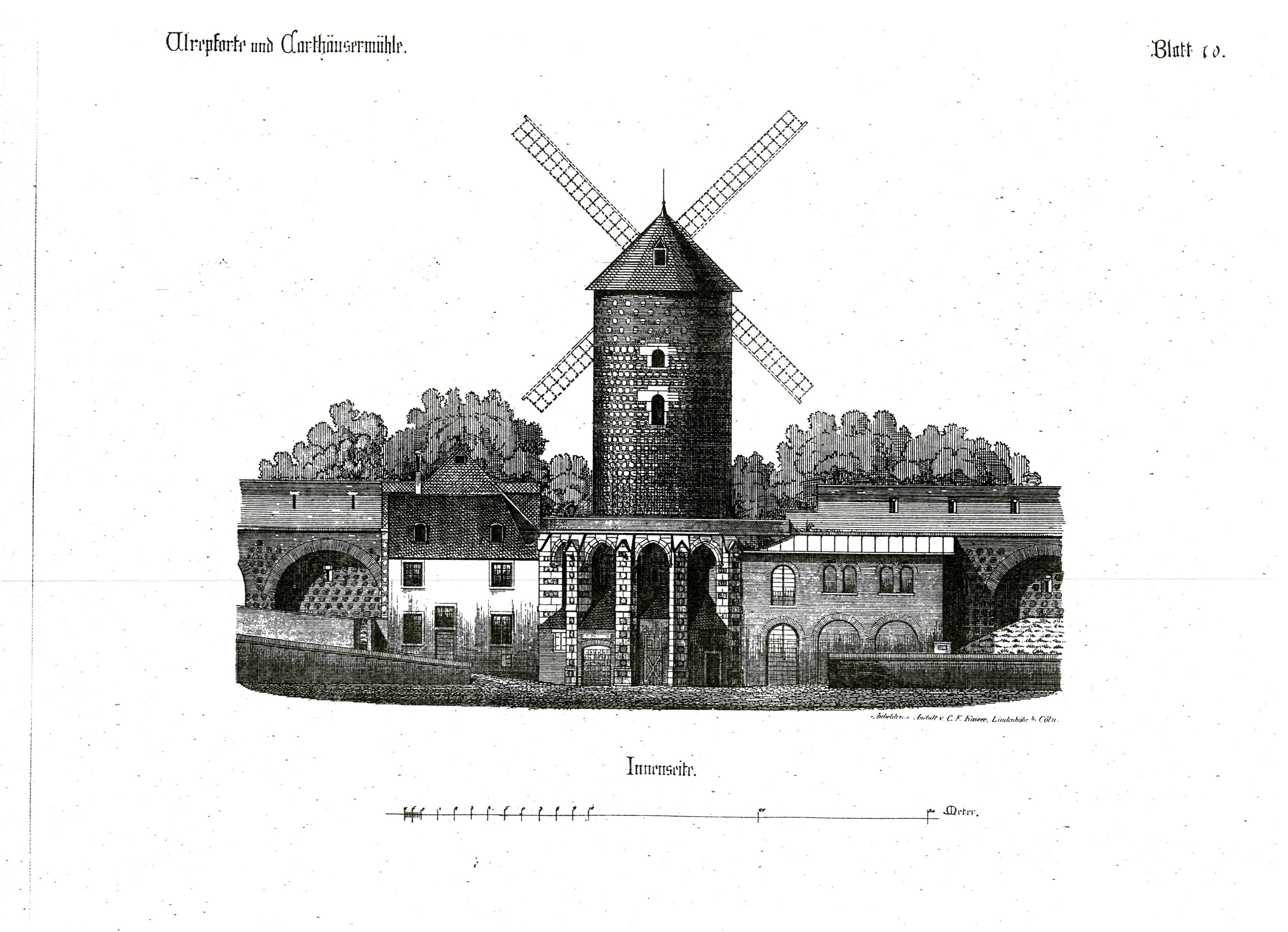
Die Kartäusermühle (aus: C. F. Kaiser, Cölner Thorburgen und Befestigungen: 1180–1882, 1883, Blatt 10)

Der Unternehmer Franz Carl Guilleaume erwarb im Jahre 1885 die Ulrepforte und Kartäusermühle von der Stadt Köln, ließ sie 1886 von Vincenz Statz restaurieren und eröffnete am 11. Juni 1886 einen Gastronomiebetrieb (Sachsenring Nr. 42) auf einem Gelände von 769 m2, wovon 506 m2 Festungsgelände, 186 m2 zur Kartäusermühle und 77 m2 zum Wohnhaus gehörten. Guilleaume, der in der Nähe produzierte und auch wohnte, lässt den 20 Meter hohen Turm mit Caponniere zu einer Weinwirtschaft umbauen. Die Caponniere wurde als Weinkeller genutzt und mit Gasträumen überbaut. Der Turm erhielt einen Aussichtsraum mit umlaufender hölzerner Galerie. Das frühere Kegeldach wurde durch eine gotisierte Spitzhaube ersetzt. 1907 wurde das Gebäude der Stadt als Schenkung von Antoinette von Guilleaume übertragen. Nach dem Zweiten Weltkrieg haben die „Kölsche Funke rut-wieß vun 1823 e. V.“ die Ulrepforte gepachtet.
Aufgrund ihrer Initiative wurde das Bauwerk ab 24. September 1955 entschuttet und nach der Einweihung am 30. September 1956 Stammsitz des Vereins. Seit dieser Zeit wird es von den Roten Funken und mit Hilfe des „Verein der Freunde und Förderer der Ühlepooz 'Fritz Everhan-Stiftung' e. V.“ umfassend restauriert und instand gehalten. Im Jahre 2007 wurde das Dach mit Moselschiefer in Altdeutscher Deckung neu eingedeckt.
Die Kartäusermühle hat ihren Namen vom ehemaligen, nahe gelegenen Kartäuserkloster. Die Mühle entstand erst nach Fertigstellung der Stadtmauer, etwa um das Jahr 1400. Erstmals erwähnt ist sie 1446. Bei der Restaurierung durch Vincenz Statz 1885/86 erhielt sie einen Aufsatz mit helmbedachter Aussichtsgalerie. Nach Kriegszerstörung wurde die Carponnière von der Gaststätte befreit, um die Gesamtanlage unbeeinträchtigt zur Geltung bringen zu können.

## Schlacht an der Ulrepforte

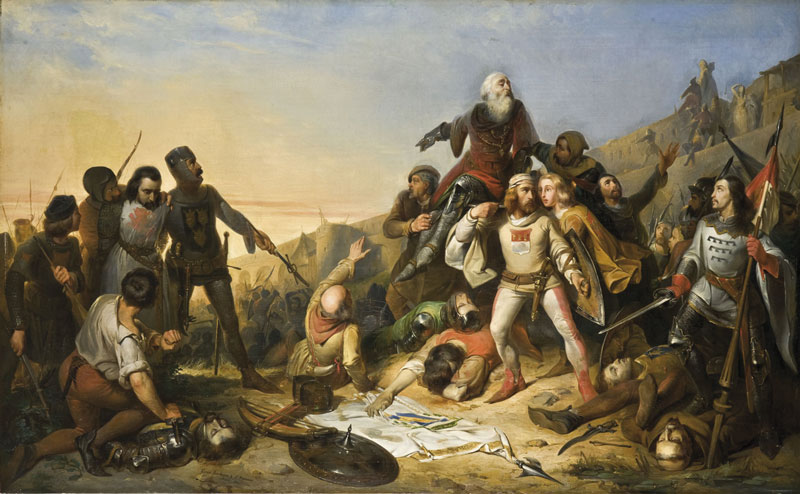
Schlacht an der Ulrepforte (Gemälde von Gustave Buschmann & Edouard Jean Conrad Hamman, 1841)

Am 10. Januar 1268 saßen im Parfusenhof (heute: Auf dem Berlich 2) die Overstolzen zur Tafel, als sie überraschend durch die Patrizier vom Geschlecht der Weisen (Wysen; Mühlengasse) – deren Familienmitglied Ludwig Weise Bürgermeister ist – angegriffen wurden. Die Weisen hatten es eigentlich auf den Besitzer des Parfusenhofs, Graf Wilhelm IV. abgesehen, doch dieser konnte heimlich entfliehen. Die Overstolzen wiederum konnten rechtzeitig in das Kloster Mechtern fliehen, während der „Volkshaufen“ den Parfusenhof in Brand setzte. Die Koelhoffsche Chronik berichtet hierüber, dass der Graf von Jülich während eines Gastmahls einem Anschlag der Weisen durch Flucht entkam „und er hielt außer Köln zu Mechtern bei dem Jungfrauenkloster“, wo er sein Lager aufschlug. Die Overstolzen stellten rasch eine eigene Truppe von etwa 300 Mann zusammen, die am „Haus Heuberg“ (Duffesbach) gegen die Weisen einen blutigen Kampf aufnahm. Zur Truppe gehörten auch Mitglieder der Patrizierfamilien Bruno Scherfgin, Kleingedank und Heinrich Hardevust. Bürgermeister Weise traf mit Ritter Mathias Overstolz hart aufeinander und wird im Kampf von Rütger Overstolz und Heinrich von Crane erschlagen. In der Folge mussten die Weisen die Stadt verlassen, flohen nach Bonn und planten von dort einen neuen Versuch, das Regiment in Köln zurückzugewinnen. Dies ist die Ausgangssituation für die Schlacht an der Ulrepforte.
Die Weisen hatten sich als Ort ihres Eindringens nach Köln die gut gesicherte Ulrepforte ausgewählt. Es gelang ihnen, einen am Ulrichtstor wohnenden Mann namens Konrad Havenith (Habenichts) für 25 Mark dazu zu gewinnen, unter der Stadtmauer unerkannt einen Tunnel zu graben, durch das die Weisen mit ihrer Truppe von 300 Mann in die Stadt eindringen könnten. Die Weisen konnten für ihr Vorhaben auch Herzog Walram von Limburg, Graf Dietrich von Kleve und den ebenfalls geflohenen Kölner Erzbischof Engelbert von Falkenburg gewinnen. Im Falle des Sieges wollten sich diese drei die Stadt untereinander aufteilen. Dem Stadtschreiber Gottfried Hagen in seiner Reimchronik der Stadt Köln zufolge drangen unter Herzog Adolf V. von Berg 5000 Mann in die Stadt ein. Das Eindringen der Krieger abends am 14. Oktober 1268 wurde bemerkt und den Overstolzen berichtet. An der Spitze von Mathias Overstolz gelang es in der Eile, nur etwa 40 Mann zusammenzurufen. Die personell unterlegenen Overstolzen erhielten plötzlich Unterstützung durch weitere herbeigeeilte Kölner, die jedoch den Tod von Mathias Overstolz nicht verhindern konnten. Es gelang allerdings, die Eindringlinge entweder zu töten, in die Flucht zu schlagen oder gefangen zu nehmen (so den Herzog von Limburg am Morgen des 15. Oktober 1268).
Diese Schlacht wird im Gemälde der flämischen Maler Gustave Buschmann (1818–1852) und Edouard Jean Conrad Hamman (1819–1888) dargestellt. Das – lange Zeit als Gemälde über die Schlacht bei Worringen fehlinterpretierte – Werk zeigt auf der rechten Bildseite einen greisen, schwer verletzten Mann, der anhand seines Wappens als Matthias Overstolz identifiziert wurde. Auch der junge Mann rechts trägt das Overstolz-Wappen:  Es ist wohl Gottschalk, unter ihm auf dem Boden Costyn von der Aducht, einer der Verlierer. Die linke Bildseite zeigt einen gestützten Mann, bei dem es sich entweder um Walram von Limburg oder um Dietrich von Falkenburg, den Bruder des Kölner Erzbischof, handeln muss, denn  beide tragen dasselbe Wappen. Die Stadtmauer im Hintergrund zeigt, dass der Kampf innerhalb der Stadtmauern stattgefunden haben muss, so dass bereits aus diesem Grunde die Schlacht bei Worringen nicht in Frage kommt.
Etwa einhundert Jahre nach der Schlacht wurde an der Stadtmauer eine Gedenktafel angebracht. Die Übersetzung der Inschrift in heutiges Hochdeutsch lautet: „Im Jahre 1268, in der Nacht vor dem Fest der heiligen Mohren wurde hier durch die Mauer gebrochen.“
Der Sieg in der „Nacht der heiligen Mohren“ bewahrte der Stadt Köln ihre Unabhängigkeit. Die Überwindung der Kölner Stadtmauer sollte einmalig bleiben.

## Erhaltene mittelalterliche Stadtmauer am Sachsenring
200 Meter westlich der Ulrepforte ist am Sachsenring ein weiterer Teil der mittelalterlichen Stadtmauer mit zwei Wehrtürmen erhalten. Ebenso wie beim Fragment an der Gereonsmühle lässt sich hier die Bauweise der Stadtmauer erkennen. Sogar der Graben vor der Mauer ist hier noch erhalten.

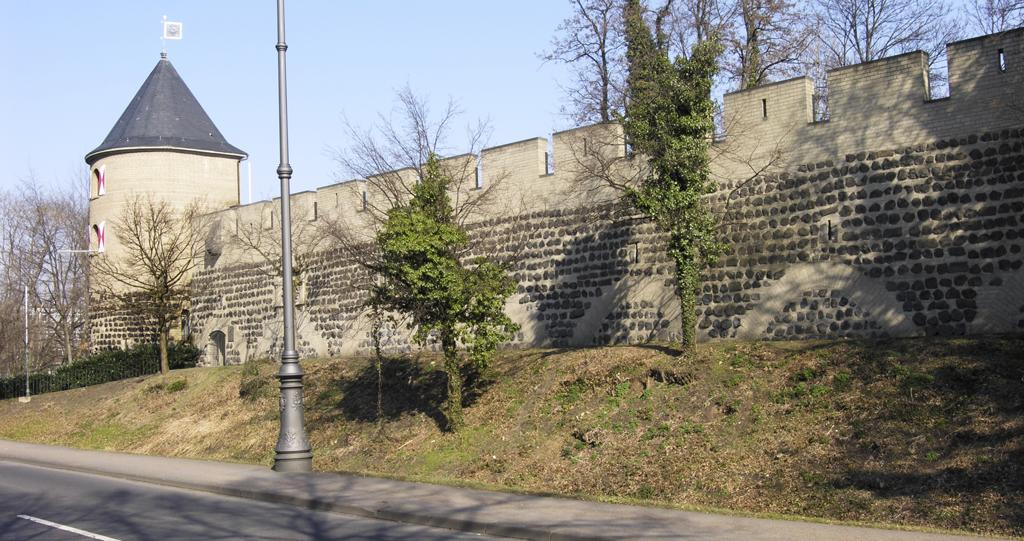
Kölner Stadtmauer am Sachsenring, nördlicher Wehrturm und Mauer
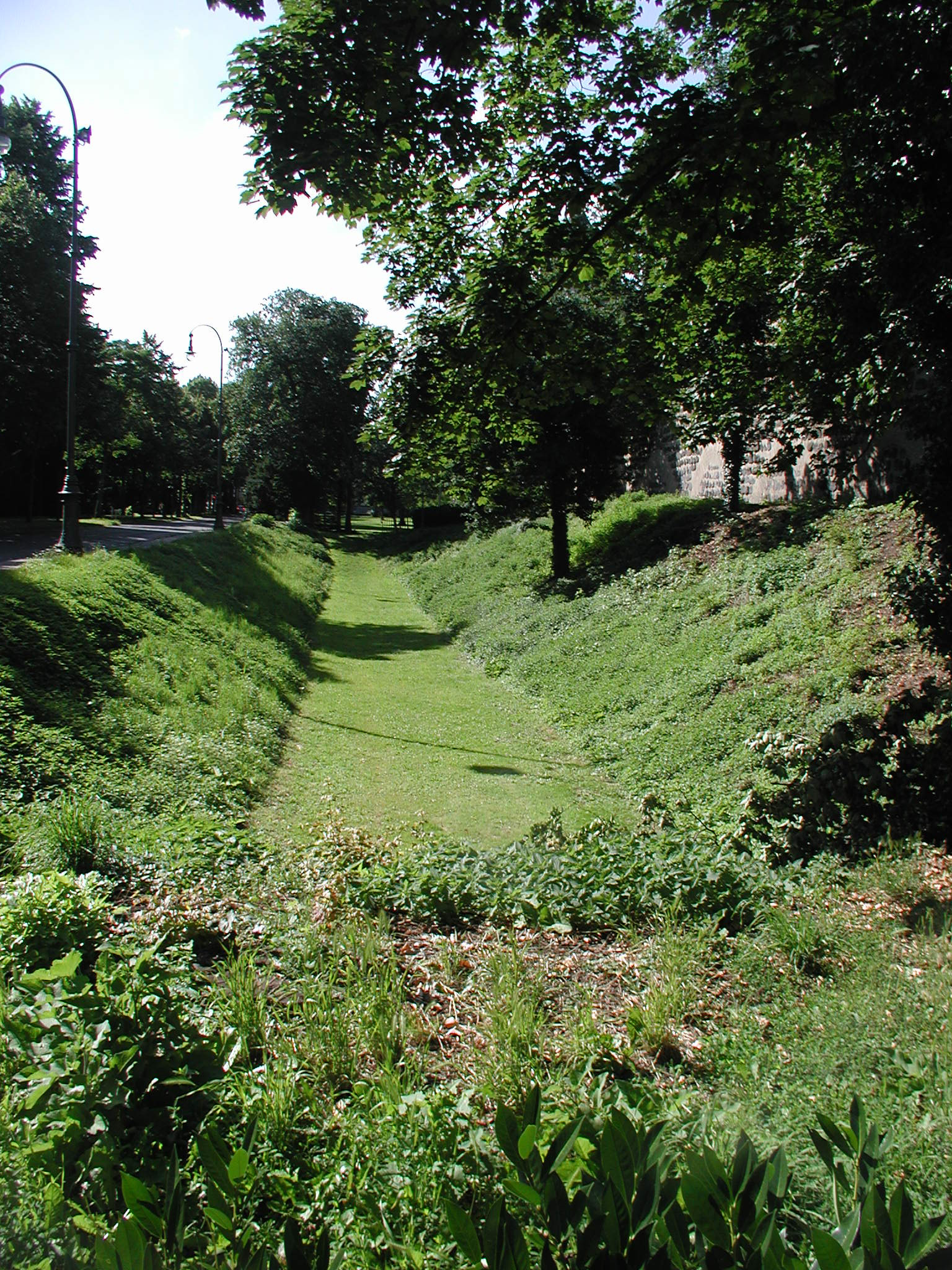
Wallgraben
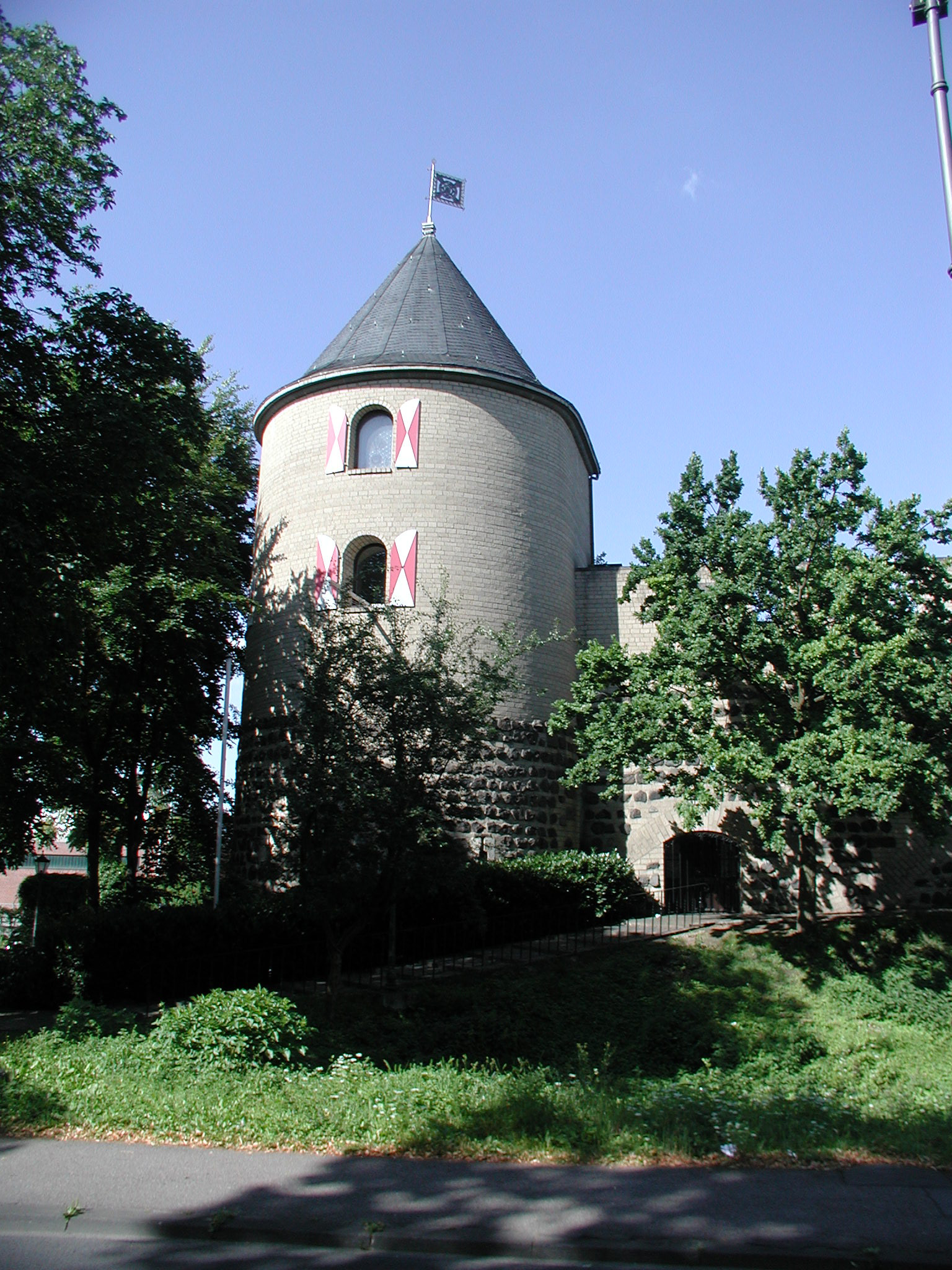
Nordturm der Stadtmauer
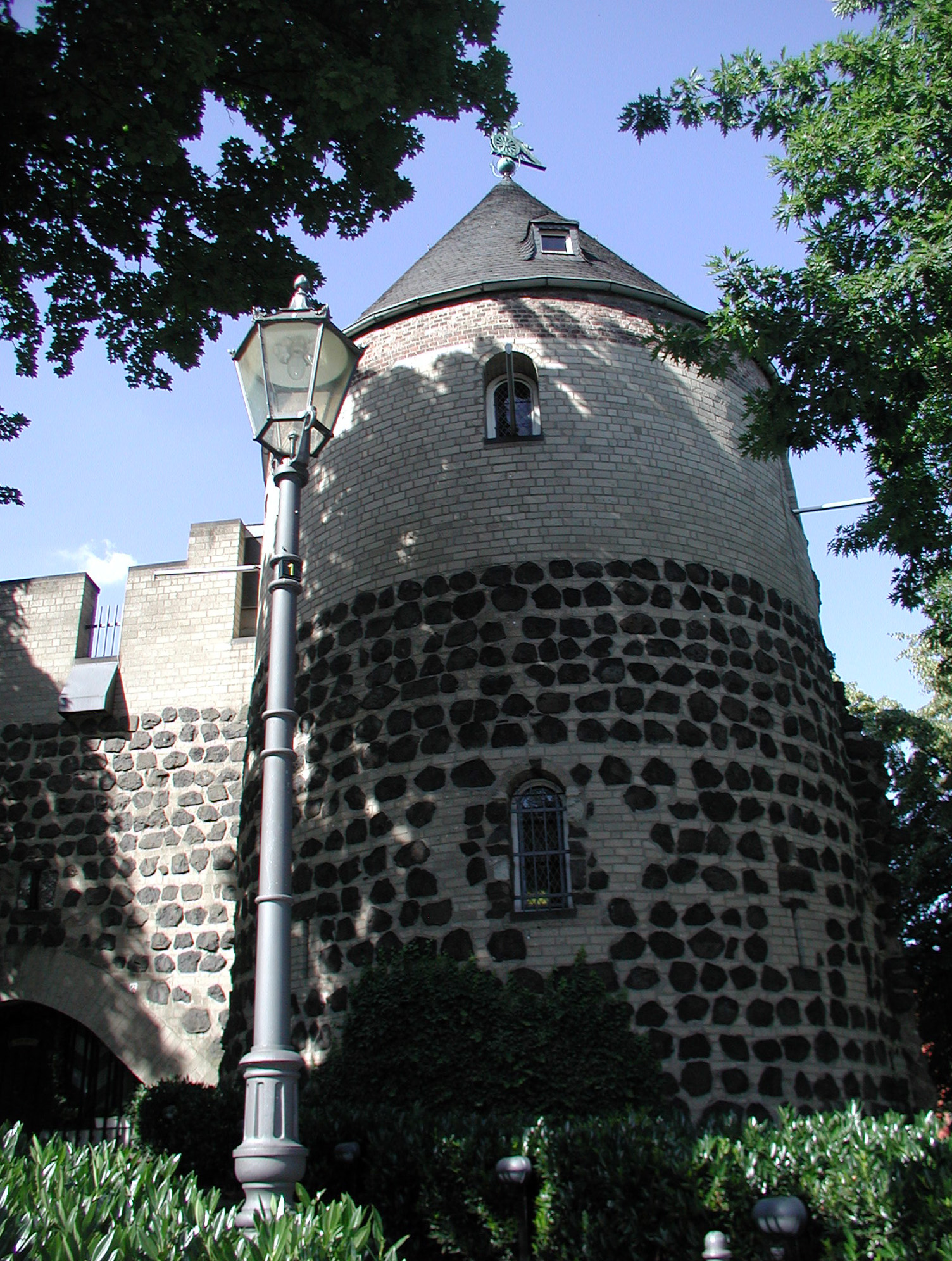
Südturm der Stadtmauer

Im östlichen der beiden Wehrtürme befinden sich heute die Vereinsräume der Karnevalsgesellschaft Blaue Funken, die sich ebenso wie die „Roten Funken“ auf die früheren Kölner Stadtsoldaten beziehen. Die Blauen Funken wurden 1870 gegründet.
Im westlichen Wehrturm hat die Prinzen-Garde Köln 1906 e. V. ihren Sitz. Diese Gesellschaft hat es sich wie die beiden oben genannten zur Aufgabe gemacht, die Reste der Stadtmauer zu pflegen und sie den Kölnern als Denkmal zu erhalten.

## Denkmalrelief

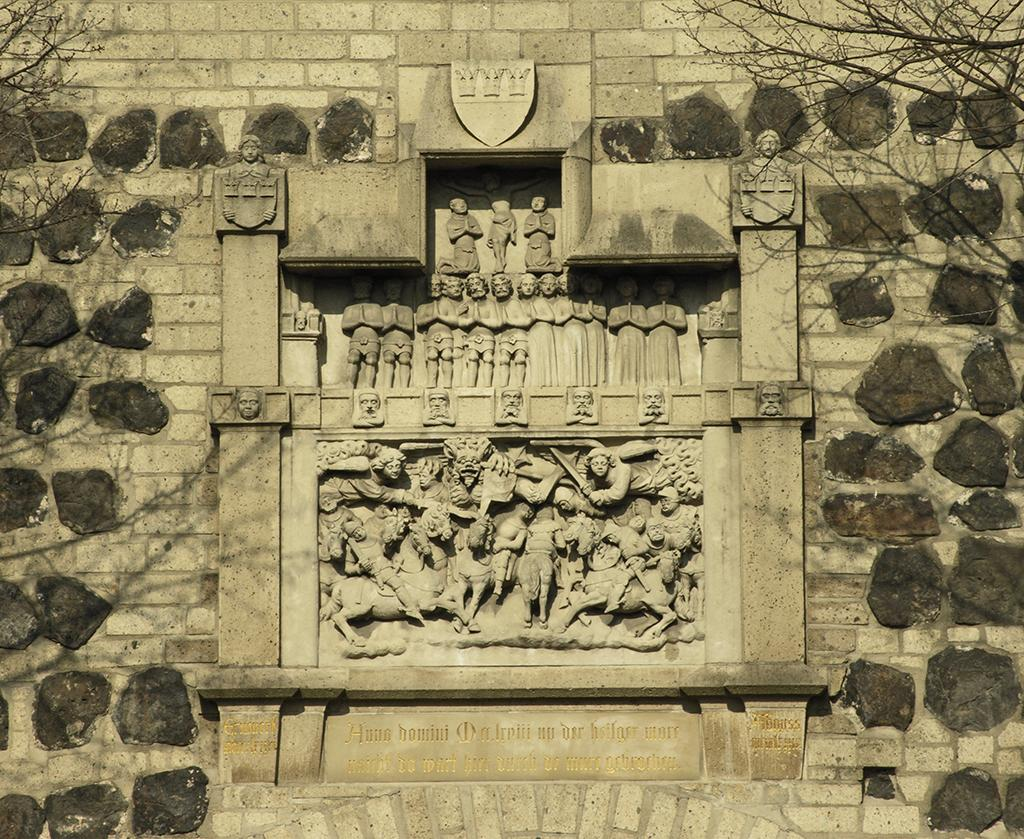
Denkmal zur Schlacht an der Ulrepforte auf der Kölner Stadtmauer am Sachsenring

Das Denkmalrelief über diese Schlacht wurde im Jahre 1360 in die oben beschriebene Stadtmauer eingefügt und wird seit 1378 erstmals bezeugt. Es handelt sich um Kölns, eventuell sogar Deutschlands, ältestes Denkmal zur Erinnerung an ein historisches Ereignis. Das Relief ist in goldenen Lettern unterschrieben mit: „Anno Domini MCCLXVIII up der heilger more naicht do wart hier durch de mure gebrochen“ (Im Jahre 1268 in der Nacht des heiligen Mohren (Hl. Gregorius Maurus, 15.10.) wurde hier durch die Mauer [eine Bresche] gebrochen). Das Original ist seit 1983 im Kölnischen Stadtmuseum zu besichtigen. Eine Kopie befindet sich feldseitig neben dem nördlichen Turm. Dem Denkmal dürfte der Erhalt dieses Teils der Kölner Stadtmauer zu verdanken sein.

## Medien
- Rheinhard Zeese: 1900 Jahre befestigtes Köln, CD, LEB - Brühl, 2006